# Holmegårds Mose
Holmegårds Mose är en mosse i Danmark. Den ligger i den sydöstra delen av landet. Holmegårds Mose ligger på ön Sjælland. I mossen finns hed, träskmarker och blandskogar.